# Nikefor I.
Nikefor I. Logotet ili Genikos (grč. Νικηφόρος Α΄, Nikēphoros I, "onaj koji donosi pobjedu") (Carigrad, oko 760. - Bugarska, 26. srpnja 811.), bizantski car od 802. do 811. godine.

## Životopis
Bio je patricij rodom iz Seleucije Sidere. Bizantska carica Irena Atenska (797. – 802.) imenovala ga je za ministra financija (logotet genika, logothetēs tou genikou). Uz pomoć patricija i eunuha uspjelo mu je zbaciti ju s prijestolja i izgnati ju, nakon čega je, 31. listopada 802. godine, bio izabran za cara. Sljedeće godine okrunio je svoga sina Staurakija za suvladara.
Bio je obrazovan vladar, upućen u znanost, osobito historiografiju i teologiju, a jer je bio ikonodol, napisao je više spisa u obranu kulta slika. Uredio je državne financije i podigao gospodarstvo, a suzbio je i ustanaka uzurpatora Bardana Turčina i drugih ustanika protiv svoje vlasti. Potaknuo je ponovnu helenizaciju Grčke naseljavanjem maloazijskih stanovnika na slavenske krajeve na sjeveru Grčke.
U razdoblju 805. – 806. godine neuspješno je ratovao protiv Arapa i njihovog kalifa Haruna al-Rašida. Sukobio se i s franačkim carem Karlom I. Velikim oko međusobnih odnosa Bizanta i Franačke. Poginuo je u bitci kod Pliske 811. godine, u ratu protiv bugarskog kana Kruma.